# Speak (canção)
"Speak" é o single principal do álbum IV, da banda de hard rock Godsmack. Ele alcançou o primeiro lugar na parada Mainstream Rock e décimo lugar na parada Modern Rock.

## Origem da música
Tony Rombola, o guitarrista da banda, compôs a letra de "Speak". Tony relembra:
| “ | Enquanto estávamos em uma turnê com Metallica, Robbie, Shannon e eu estávamos tocando e improvisando no camarim. Sully Erna colocou a cabeça no quarto 'porque ele gostou daquele som que estávamos tocando' e basicamente fez a melodia e concluiu a música ali e naquela hora. | ” |

## Lista de faixas

### Speak [Maxi Single]
| N.º | Título                    | Compositor(es)              | Duração |  |
| 1.  | "Speak"                   | Erna/Rombola/Merrill/Larkin | 3:56    |  |
| 2.  | "Spiral"                  | Erna/Rombola                | 5:35    |  |
| 3.  | "Batalla de los Tambores" | Erna/Rombola/Merrill/Larkin | 5:44    |  |

### Speak [Hit Pack]
| N.º | Título                | Compositor(es)              | Duração |  |
| 1.  | "Speak (New version)" | Erna/Rombola/Merrill/Larkin | 3:57    |  |
| 2.  | "Awake"               | Erna/Rombola                | 5:04    |  |
| 3.  | "I Stand Alone"       | Erna                        | 4:06    |  |

## Posições nasparadas
| Parada (2006)                    | Posição mais alta |
| -------------------------------- | ----------------- |
| Billboard Mainstream Rock Tracks | 1                 |
| Billboard Modern Rock Tracks     | 10                |
| Billboard Pop 100                | 93                |
| Billboard Hot 100                | 85                |

- "Speak" se manteve no primeiro lugar na parada "Mainstream Rock Tracks" da Billboard por seis semanas.